# Trupanea texana
Trupanea texana är en tvåvingeart som först beskrevs av Malloch 1942.  Trupanea texana ingår i släktet Trupanea och familjen borrflugor. Inga underarter finns listade i Catalogue of Life.